# 童第周
童第周（1902年5月28日—1979年3月30日），字蔚蓀，浙江鄞縣人，中华人民共和国政治人物，原副国级领导人。实验胚胎學家，为动物克隆研究的先驱。是中央研究院院士和中国科学院第一批学部委员（后改称中国科学院院士）。

## 生平
童第周1902年5月28日出生于大清浙江鄞縣（今属宁波鄞州）一个农民家庭。幼年丧父，家境清贫，靠兄辈抚养，学习勤奋，成绩优良，17岁时以插班生考试录取者中最后一名身份进入宁波效实中学就读，1922年以第一名的成绩毕业。随后入上海复旦大学哲学系心理学专业就读，于1924年获心理学学位。
1927年由中央大学生物系主任蔡堡推荐，入国立中央大学生物系担任蔡翘教授的助教。之后又于1930年赴比利时留学。
1930年由亲友资助到比利时的布鲁塞尔自由大学留学，童第周在布鲁塞尔自由大学布拉舍（A. Brachet）实验室开始了胚胎学的研究工作。他在棕蛙（Rana fusca）卵子受精面与对称面的关系的研究中，证明了对称面不完全决定于受精面，而决定于卵子内部的两侧对称结构状态。同期，还完成了海鞘早期发育的研究。1934年获博士学位。
1931年“九·一八”后，日本侵略军开始对中国东北大举进攻，那时童第周正在比利时留学，他出于爱祖国和自觉抗日的热情，带头到日本驻布鲁塞尔使馆进行抗议，受到比利时警方的威胁。
1933年底，他明知日本军队有即将发动大规模侵华战争的可能，仍于1934年底回国，任山东大学生物系教授。抗日战争爆发后，童第周随学校内迁至四川万县。
1938年山东大学解散，他先后在中央大学医学院、同济大学和复旦大学任教。
1946年山东大学在青岛复校，童第周回青岛参加复校工作，并任生物系教授、系主任。1947年，青岛爆发了反对国民政府的“反饥饿、反迫害”的游行示威。童第周作为山东大学教授会的负责人和动物系主任，积极支持学生运动，并冒险掩护其他人拍摄学生游行的照片，帮助向各地传递登载学生游行和军警镇压学生报道的英文版《民言报》，以扩大学生运动的影响。
1948年，童第周当选为中央研究院第一屆院士。同年应美国洛氏基金会邀请到美国耶鲁大学任客座研究员。
1949年6月他放弃在美国研究和生活条件，回到山东大学。中华人民共和国建立后，童第周继续担任山东大学动物系教授兼系主任、副校长。1950年他兼任中国科学院实验生物研究所副所长和中国科学院水生生物研究所青岛海洋生物研究室主任。
1951年任山东大学副校长。1955年他当选为中国科学院学部委员并任生物学地学部副主任，兼中国科学院青岛海洋生物研究室主任，后该室改为青岛海洋生物研究所，任所长。
1960年，生物学地学部分为生物学部和地学部，他任生物学部主任兼任中国科学院动物研究所研究员（该所所长陈桢逝世后，童第周一度任所长）。
1963年，他將雄性鯉魚的DNA放入雌性鯉魚的卵子內，成為首位成功將鯉魚克隆的科學家。1963年7月，童第周和严绍颐等在《科学通报》上发表论文《鱼类细胞核的移植》。
1964年至1966年，四清运动和文化大革命期间，受到批判。文革期間，被造反派貶為學院擔任衛生打掃工作。1970年重新开始工作。
1977年任中国科学院动物研究所细胞遗传学研究室主任。1978年任中国科学院副院长，同年三月当选全国政协副主席。
1979年3月30日在北京市北京醫院逝世。

## 学术成就
- 中国实验胚胎学的创始人之一。
- 1930—1934年，童第周在比利时的布鲁塞尔自由大学布拉舍（A. Brachet）实验室开始了胚胎学的研究工作。他在棕蛙（Rana fusca）卵子受精面与对称面的关系的研究中，证明了对称面不完全决定于受精面，而决定于卵子内部的两侧对称结构状态。同期，还完成了海鞘早期发育的研究。
- 1934年回国后，在青岛继续进行海鞘的研究工作，其目的是研究卵质中的成分在受精前的定位。证明了在未受精卵子中已经存在着器官形成物质，而且有了一定的分布，精子的进入对此没有决定性的影响。另一方面，观察到内胚层和外胚层似乎有相当的等能性，而且吸附乳头和感觉细胞的形成依赖于外来因素，说明了卵质对个体发育的重要性。这项研究成果是具有开创性的。